# KP-1461
O KP-161 é um antiviral experimental da classe dos inibidores da transcriptase reversa. Está sendo estudado como medicamento em potencial para o tratamento da síndrome da imunodeficiência adquirida (HIV/SIDA).
KP-1461 é um pró-fármaco do antiviral ativo KP-1212.